# Municipio de Ottawa (Ohio)
El municipio de Ottawa (en inglés: Ottawa Township) es un municipio ubicado en el condado de Putnam en el estado estadounidense de Ohio. En el año 2010 tenía una población de 7845 habitantes y una densidad poblacional de 83,51 personas por km².

## Geografía
El municipio de Ottawa se encuentra ubicado en las coordenadas 41°2′10″N 84°3′16″O / 41.03611, -84.05444. Según la Oficina del Censo de los Estados Unidos, el municipio tiene una superficie total de 93.94 km², de la cual 93,39 km² corresponden a tierra firme y (0,58 %) 0,55 km² es agua.

## Demografía
Según el censo de 2010, había 7845 personas residiendo en el municipio de Ottawa. La densidad de población era de 83,51 hab./km². De los 7845 habitantes, el municipio de Ottawa estaba compuesto por el 95,22 % blancos, el 0,51 % eran afroamericanos, el 0,23 % eran amerindios, el 0,32 % eran asiáticos, el 2,83 % eran de otras razas y el 0,89 % eran de una mezcla de razas. Del total de la población el 6,69 % eran hispanos o latinos de cualquier raza.